# Бурдигалски пътеводител
Бурдигалският пътеводител (на латински: Itinerarium Burdigalense), известен още като Йерусамилския пътеводител (на латински: Itinerarium Hierosolymitanum) е описание на римските пътища и станции от Бордо до Йерусалим и обратно.

## Датиране
Изследователите датират пътеводителя към годините 333 и 334 сл. Хр., тъй като монахът посочва, че преминава през Константинопол на два пъти, в рамките на едно и също консулството на Римската империя – това на консулите Далмаций и Зенофил.

## Ръкописи
Запазени са четири ръкописа, писани между VIII в. и Х в. сл. Хр. Два от ръкописите съдържат само частта с описанието на Юдея и Палестина.